# Ilex opacina
lex opacina (лат.) — вымерший вид рода Падуб семейства Падубовые. Произрастали на территории современной Франции в рюпельском веке олигоценовой эпохи палеогенового периода.

## Этимология
Родовое название происходит от названия дуба каменного (Quercus ilex). Видовой эпитет относится к современному Ilex opaca.

## История изучения
В 1865 году Гастон Маркус де Сапорта описал вид Ilex microdonta по остаткам из департамента Буш-дю-Рон, входящем во Францию.
Русский ботаник-систематик Александр Борисович Доуэльд в своей работе, опубликованной в 2019 году, отметил, что название Ilex microdonta уже использовалось ранее, и поэтому заменил его на Ilex opacina.
Обнаружить голотип Доуэльду не удалось.